# Attila Ábrahám
Attila Ábrahám, född den 29 april 1967 i Kapuvár, Ungern, är en ungersk kanotist.
Han tog OS-guld i K-4 1000 meter och OS-brons i K-2 500 meter i samband med de olympiska kanottävlingarna 1988 i Seoul.
Han tog OS-silver i K-4 1000 meter i samband med de olympiska kanottävlingarna 1992 i Barcelona.